# 社頭庄
社頭庄，為1920年~1945年間存在之行政區，轄屬台中州員林郡。今彰化縣社頭鄉。

## 街原名
原屬
- 武東堡之社頭、枋橋頭庄、石頭公庄、許厝藔庄、舊社庄、崙雅庄
- 武西堡之湳底、張厝庄[1]

## 行政區劃
社頭庄轄域內分為社頭、枋橋頭、湳雅、石頭公、許厝寮、舊社、崙雅、湳底、張厝九個大字。
湳底大字下有「湳底」、「新厝子」小字名